# Xenophyes rhachilophus

Xenophyes rhachilophus  (лат.) — вид полужесткокрылых насекомых из семейства Peloridiidae. Новая Зеландия.

## Описание
Мелкие полужесткокрылые насекомые с полупрозрачными надкрыльями, длина тела 2—3 мм. Основная окраска желтовато-коричневая, до почти чёрного. Форма тела широкоовальная, плоская. Голова поперечная, примерно в 3 раза шире своей длины; передний край выпуклый. Пронотум гладкий. Оцеллии отсутствуют. Усики короткие 3-члениковые, булавовидные. Ротовые части гопогнатические. Лапки 2-члениковые. Нелетающие брахиптерные насекомые. Встречаются в лесах из южного бука (Nothofagus). Сезонность: октябрь — апрель (чаще появляются в январе и феврале).